# Villardeperas
Villardeperas (llamada oficialmente Vilar de Peras) es una aldea española situada en la parroquia de Lamaiglesia, del municipio de Puebla del Brollón, en la provincia de Lugo, Galicia.

## Geografía
Está situado a 484 metros de altitud.

## Demografía
| Gráfica de evolución demográfica de Villardeperas entre 2000 y 2020 |
|                                                                     |
| Datos según el nomenclátor publicado por el INE.                    |